# Brogrens (2020)

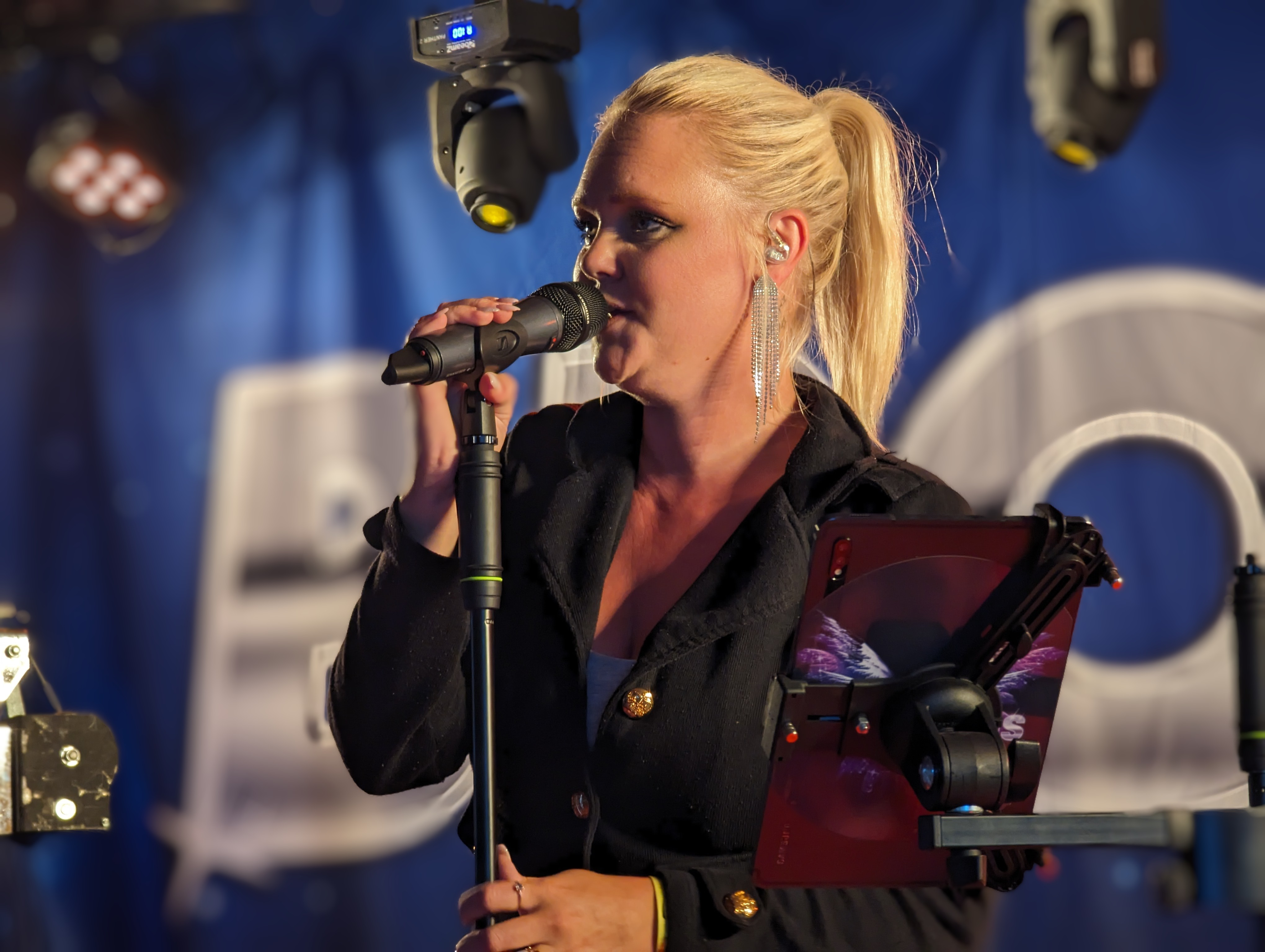
Melissa Brogren Larsson är bandets ledsångare

Brogrens är ett svenskt dansband som bildades 2020 av Melissa Brogren Larsson  Första låten släpptes april 2020 och består sedan mars 2011 av fem medlemmar. Bandet har bland annat uppträtt på Svenska dansbandsveckan och på Viking Cinderella.